# Calliana pieridoides
Calliana pieridoides är en fjärilsart som beskrevs av Moore 1878. Calliana pieridoides ingår i släktet Calliana och familjen tjockhuvuden. Inga underarter finns listade i Catalogue of Life.

## Bildgalleri

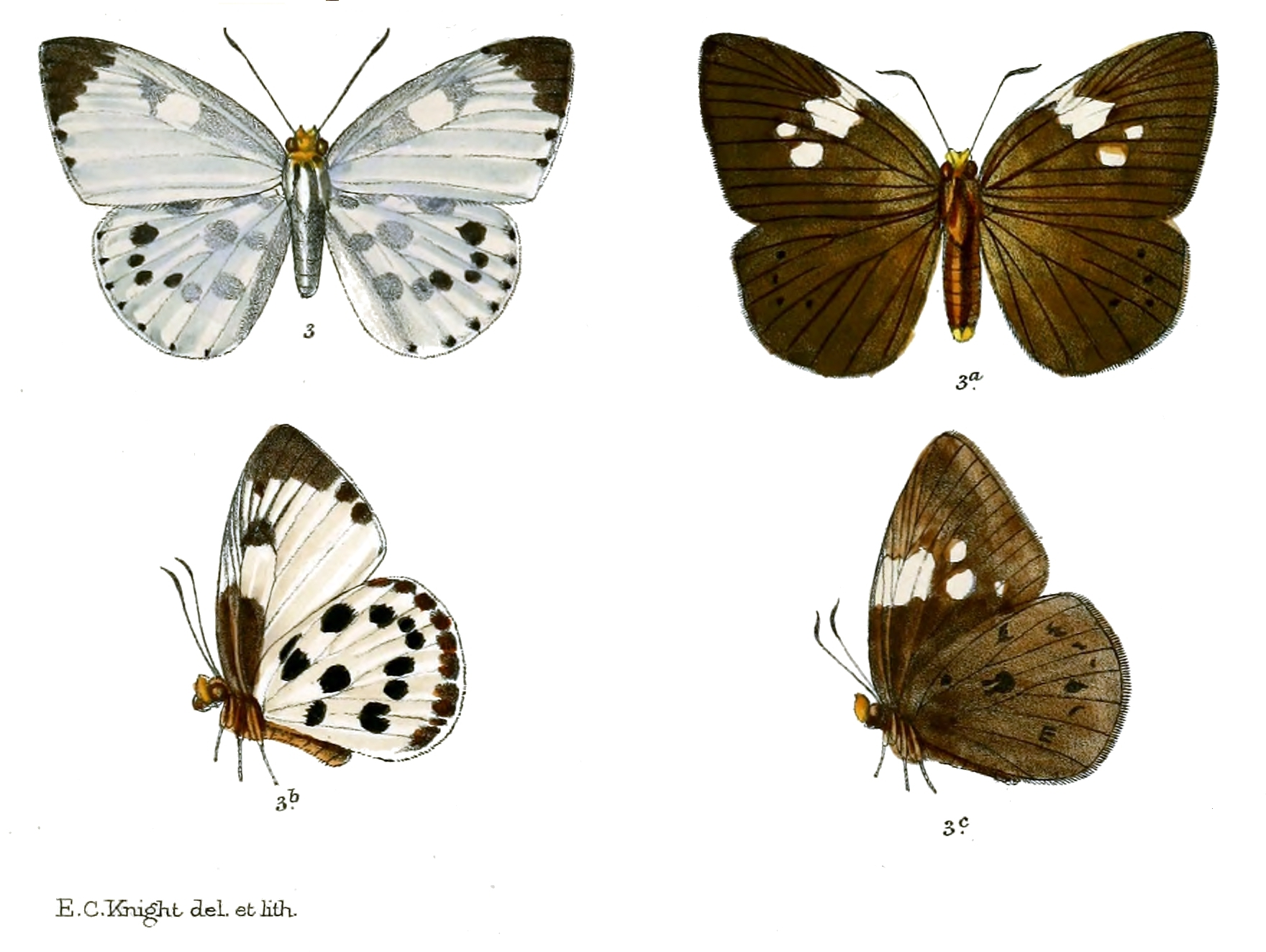